# 발란제로
발란제로는 피에몬테주 토리노 광역시에 위치한 이탈리아의 코무네로, 토리노 북서쪽으로 약 25 킬로미터 (16 mi) 떨어져 있다.
발란제로는 다음 코무네와 접한다: 코리오, 코아솔로토리네세, 마티, 란초토리네세, 카파세.